# ФК ЖАК Сомбор
Железничко атлетски клуб је фудбалски клуб из Сомбора, покренут 3. августа 1948. године . Клуб се тренутно такмичи у Подручној лиги Сомбор, петом новоу српског фудбала. 

## Историја
Између два рата у Сомбору је постојао клуб који се такође звао Железнички Атлетски Клуб али се он након Другог светског рата 1947. године фузионисао са сомборским Радничким, и престао да постоји.
Године 1947. након спајања са Радничким и формирања СД и ФК "Полет", била је у знаку настојања да се поново оживе фискултурни, спортски и фудбалски живот међу железничким радницима. Потребе за оснивањем НОВОГ спортског друштва железничких радника кулминирала је у првој половини 1948. године, а током лета завршене су све неопходне припреме. На оснивачкој скупштини 3. августа основано је спортско друштво "Железничар". Израсло је из фискултурног актива железничара и створено ради масовног спортског окупљања радне омладине и њеног фискултурног јачања и васпитаеа у духу чувања и унапређења братства и јединства и развијања међусобног другарства..."
 (Јован Седланов и Слободан Јерковић)
Прво укључивање ФК ЖАК у такмичење уследиће у лето 1951.

## Стадион
Данашњи стадионЖАКа, као и терен, нису баш у најбољем стању деценијама, изграђен је 1943. године за потребе Сомборског Спортског Удружења. Након рата стадион је додељен Радничком, а након изградње данашњег Градског стадиона у Сомбору, 1953. године предат је ЖАК-у.